# جون إتش ماكميلان سينيور
جون إتش ماكميلان سينيور (بالإنجليزية: John H. MacMillan, Sr.)‏ هو شخصية أعمال أمريكي، ولد في 1869 في لاكروس في الولايات المتحدة، وتوفي في 20 أكتوبر 1944.